# GIF Sundsvall

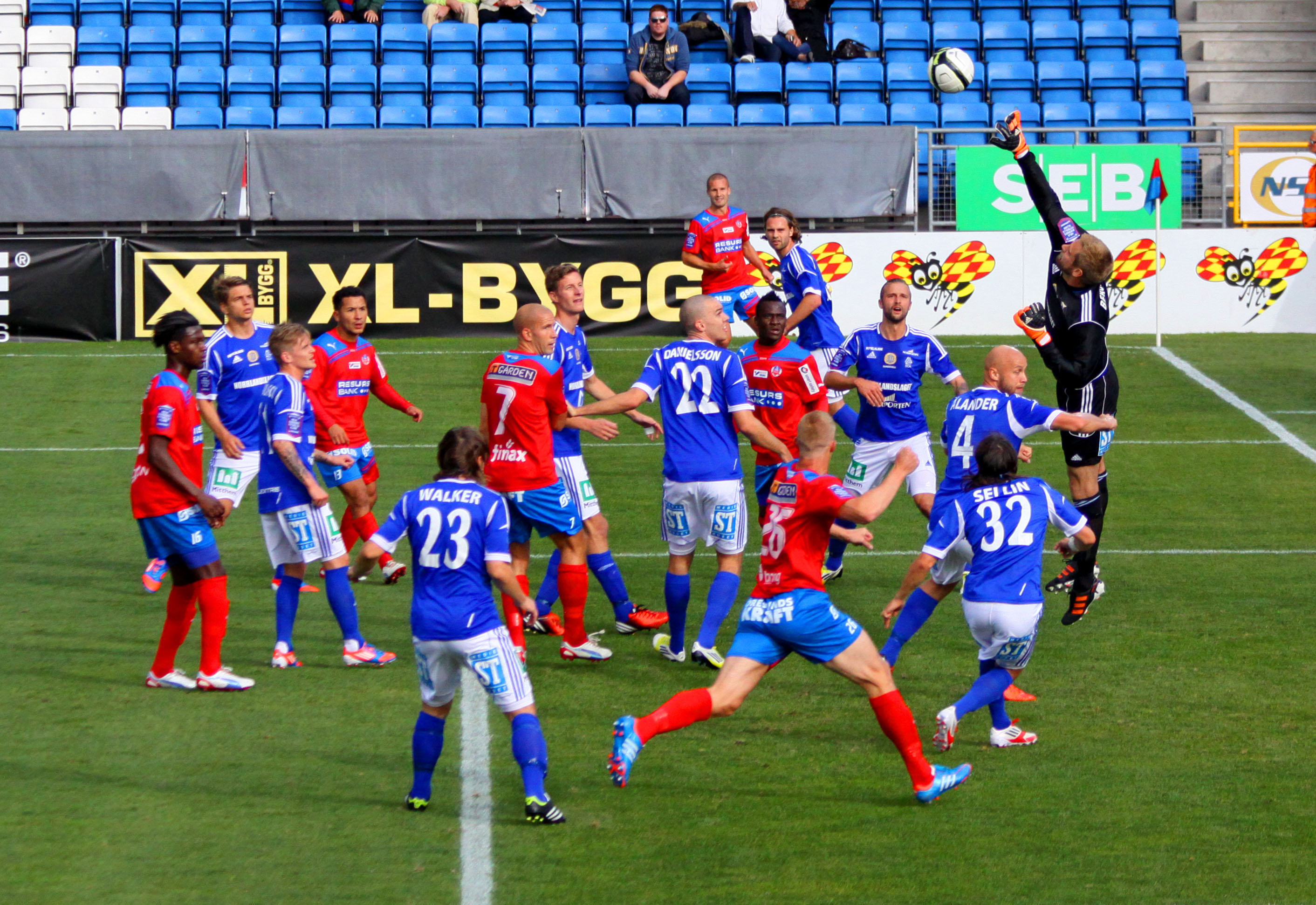
El GIF Sundsvall con su tradicional uniforme azul y blanco en un partido de la Allsvenskan ante el Helsingborgs IF.

El GIF Sundsvall (en español: Asociación Deportiva y Gimnástica de Sundvall) es un equipo de fútbol de Suecia de la ciudad de Sundsvall. El Club, fue fundado el 25 de agosto de 1903, actualmente juega en la Primera División de Suecia.

## Palmarés
- Superettan: 0
  - Sub-Campeón: 3

2011, 2014, 2021
- Division 1 Norra: 2

1990, 1999
- Norrländska Mästerskapet: 1

1942
- - Sub-Campeón: 2

1928, 1951

## Estadio

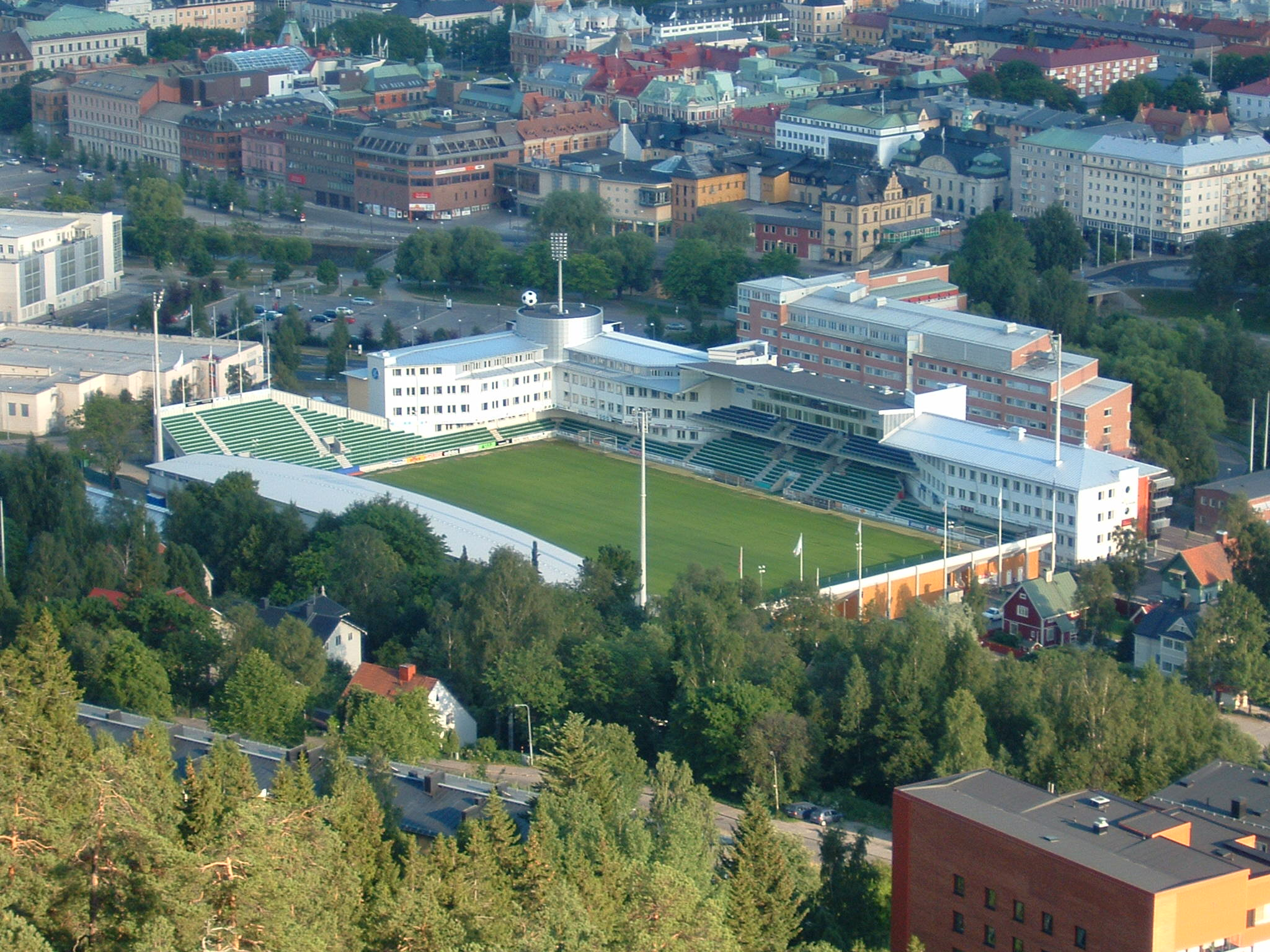
Estadio Idrottsparken.

NP3 Arena, antes llamado Idrottsparken, está en el centro de Sundsvall y fue inaugurado el 6 de agosto de 1903. Fue renovado entre el 2001-2002 y cuenta con capacidad para 8.000 espectadores, de los cuales 5.000 están bajo techo. En el 2006 cambió su nombre a Norrporten Arena pero este nombre no es bien visto por los afiicionados.

## Entrenadores
| - Stig Sundqvist (1955–58) - Jimmy Meadows (1976) - Anders Grönhagen (1986–89) - Jan Mattsson (1990–91) - Anders Grönhagen (1999–01) - Per Joar Hansen (2002–2003) - Patrick Walker (2002–2004) - Rikard Norling (enero de 2004–diciembre de 2004) - Jan Halvor Halvorsen (enero de 2005–agosto de 2005) - Anders Högman (2005) - David Wilson (julio de 2005–julio de 2006) | - Mika Sankala (2006–07), (2008) - Per Joar Hansen (enero de 2008–octubre de 2008) - Sören Åkeby (octubre de 2008–noviembre de 2012) - Joel Cedergren & Roger Franzén (noviembre de 2012–presente) - Ferran Sibila (enero 17-2019) - Tony Gustavsson (2019) - Henrik Åhnstrand (2019-julio de 2022) - Brian Clarhaut (julio de 2022–diciembre de 2022) - Douglas Jakobsen (2023–junio de 2024) - Ion Doros (junio de 2024–julio de 2024) - Erol Ates (julio de 2024–) |

## Jugadores

### Jugadores destacados
| - Stefan Ålander - Tomas Brolin - Mikael Dahlberg - Tobias Eriksson - Lennart "Foppa" Forsberg - Leif "Lill-Foppa" Forsberg - Anders Grönhagen - Conny Klack - Mikael Lustig - Hannes Sigurdsson | - Göran "Pisa" Nicklasson - Per Nilsson - Gunnar Samuelsson - Håkan Sandberg - Robert Mambo Mumba |

### Números retirados
- 10 –  Leif Forsberg, DEL (1980–1988, 1990–2014)